# St-Éliphe (Rampillon)

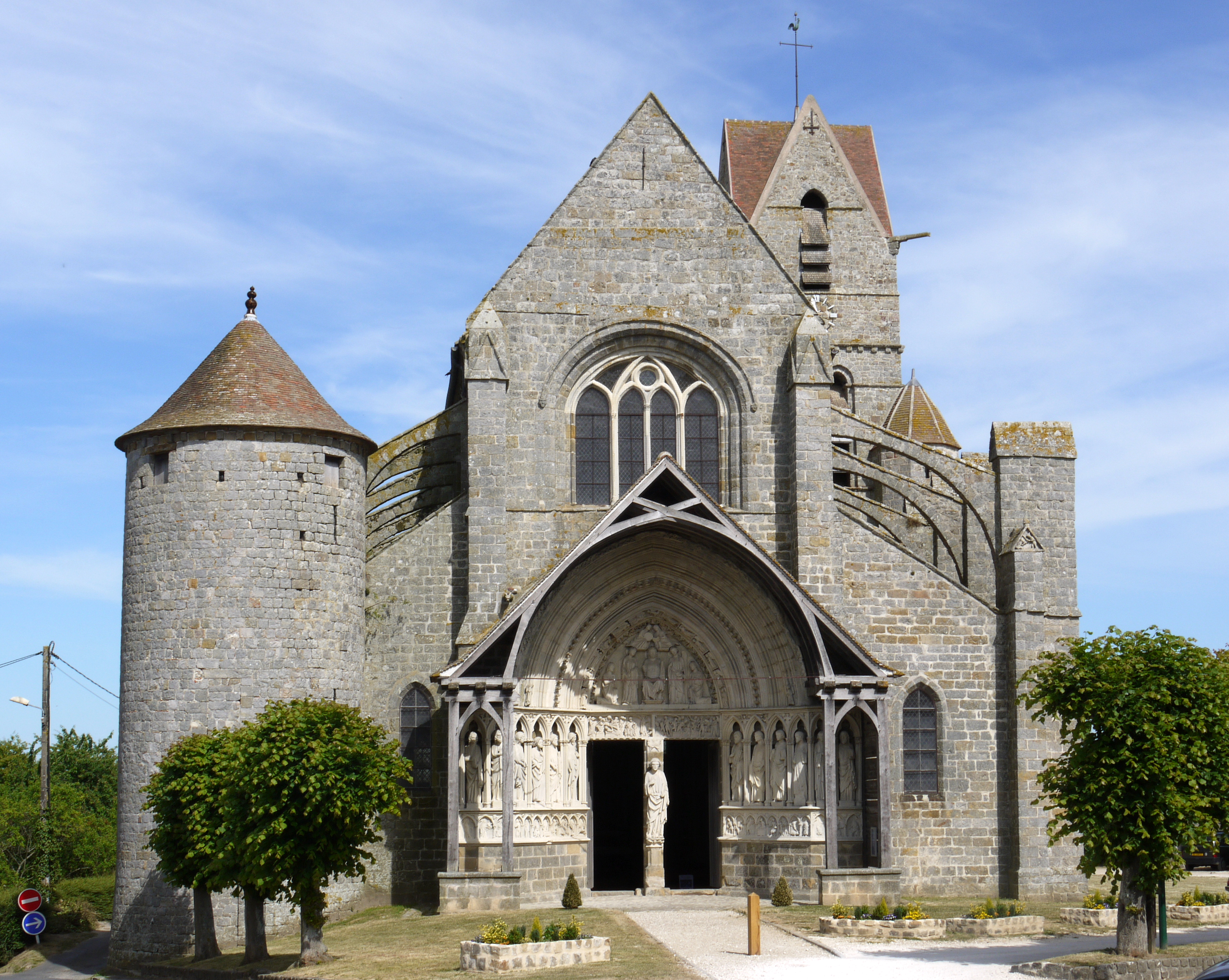
Pfarrkirche Saint-Éliphe in Rampillon

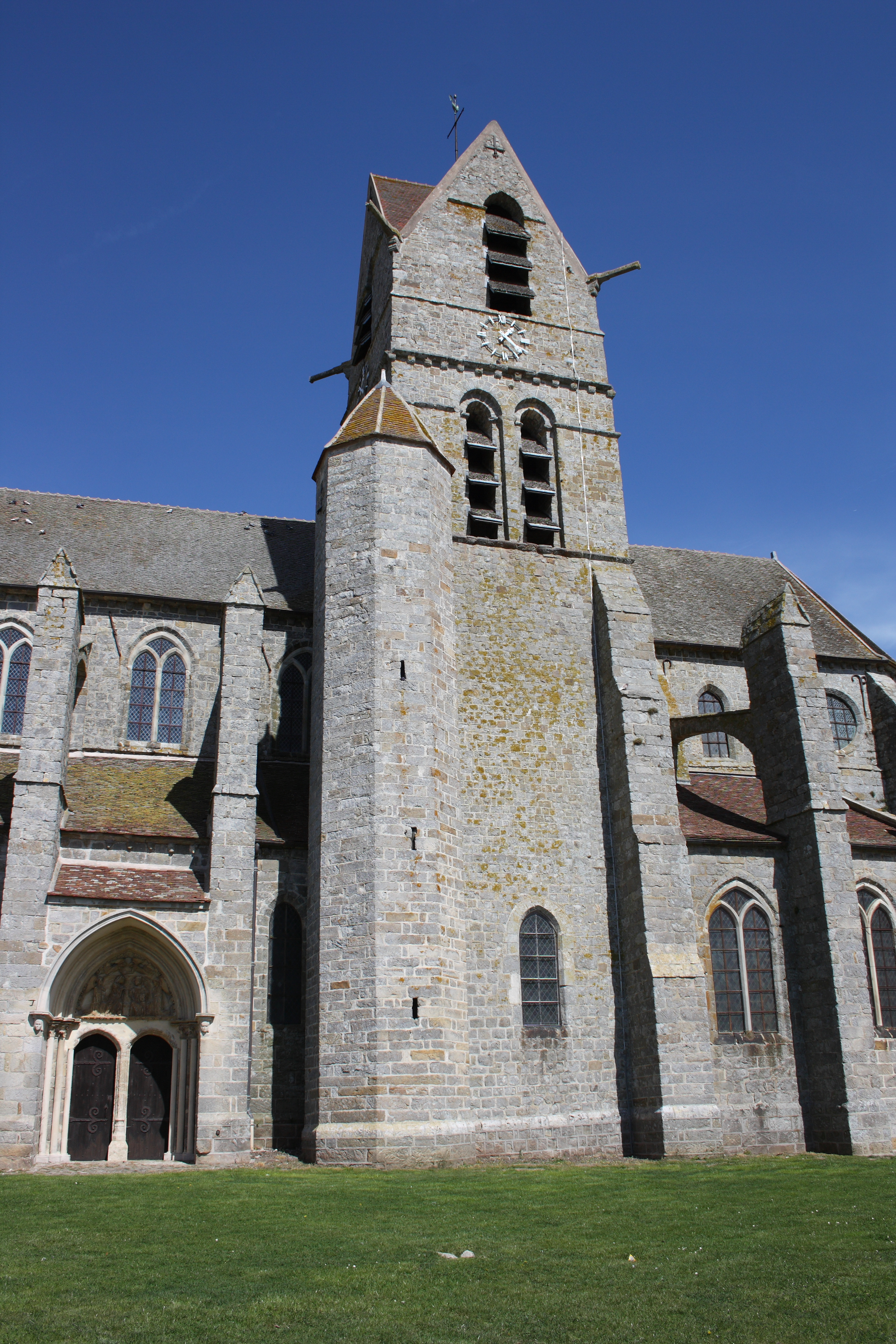
Südseite

Die katholische Pfarrkirche Saint-Eliphe in Rampillon, einer Gemeinde im Département Seine-et-Marne in der französischen Region Île-de-France, wurde in der ersten Hälfte des 13. Jahrhunderts im Stil der Gotik errichtet. Aus der Mitte des 13. Jahrhunderts stammt das aufwändig gestaltete Westportal, das mit Gewändefiguren, Archivolten und einem Tympanon ausgestattet ist. 1846 wurde die Kirche als Monument historique in die Liste der Baudenkmäler in Frankreich aufgenommen.

## Geschichte
Zu Beginn des 13. Jahrhunderts gelangte der Ort Rampillon in den Besitz des Johanniterordens. Die Ordensritter errichteten vermutlich an der Stelle eines Vorgängerbaus aus dem frühen 12. Jahrhundert, der dem heiligen Savinien von Sens geweiht war, die heutige Kirche und unterstellten sie dem Patrozinium des heiligen Eliphius von Rampillon, einem Märtyrer des 4. Jahrhunderts. Um 1200/10 begann man mit dem Bau des Chores. In dieser ersten Bauphase entstanden der Glockenturm, dessen Unterbau noch aus der Zeit um 1180/90 stammt, und die beiden letzten Joche des Schiffes. Das südliche Seitenportal wurde um 1240 geschaffen, das Westportal um 1240/50. Die Ordensgebäude wurden 1432 während des Hundertjährigen Krieges zerstört. Einziger Überrest ist der Rundturm, der sich nördlich an die Westfassade der Kirche anschließt.

## Architektur

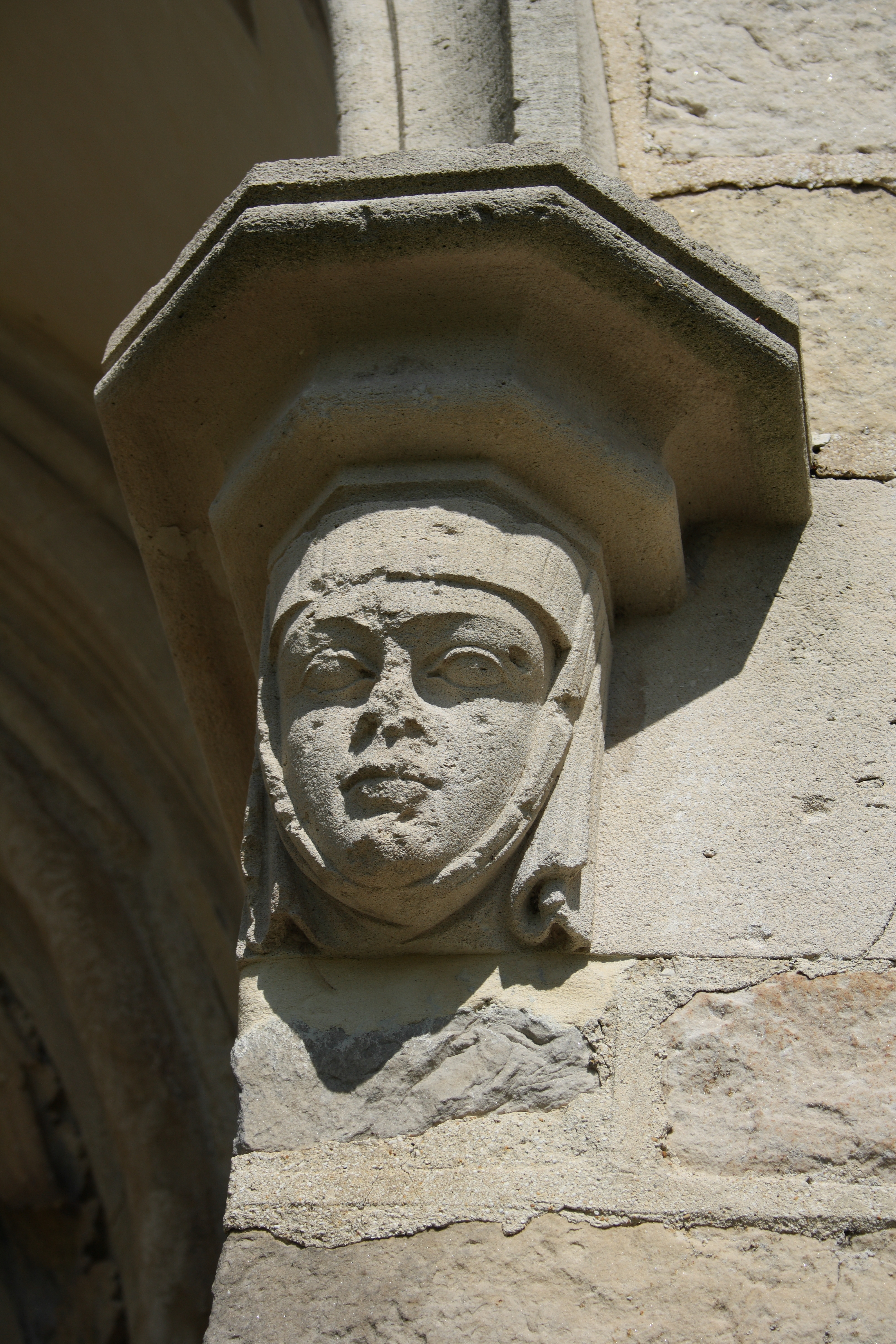
Kragstein am Südportal

### Außenbau
Die Kirche ist aus Sandstein errichtet. Langhaus und Apsis werden von kräftigen Strebepfeilern gegliedert. Am Hauptschiff und an den Seitenschiffen verläuft unter dem Dachansatz ein Gesims, das auf Kragsteinen aufliegt, in die Fratzen skulptiert sind. Über dem sechsten Joch des südlichen Seitenschiffes erhebt sich der Glockenturm, dessen obere Geschosse von hohen, rundbogigen Klangarkaden durchbrochen sind. Beide Stockwerke werden durch ein von Konsolen gestütztes Gesims voneinander abgegrenzt, auf denen teilweise noch Köpfe zu erkennen sind.

### Westportal

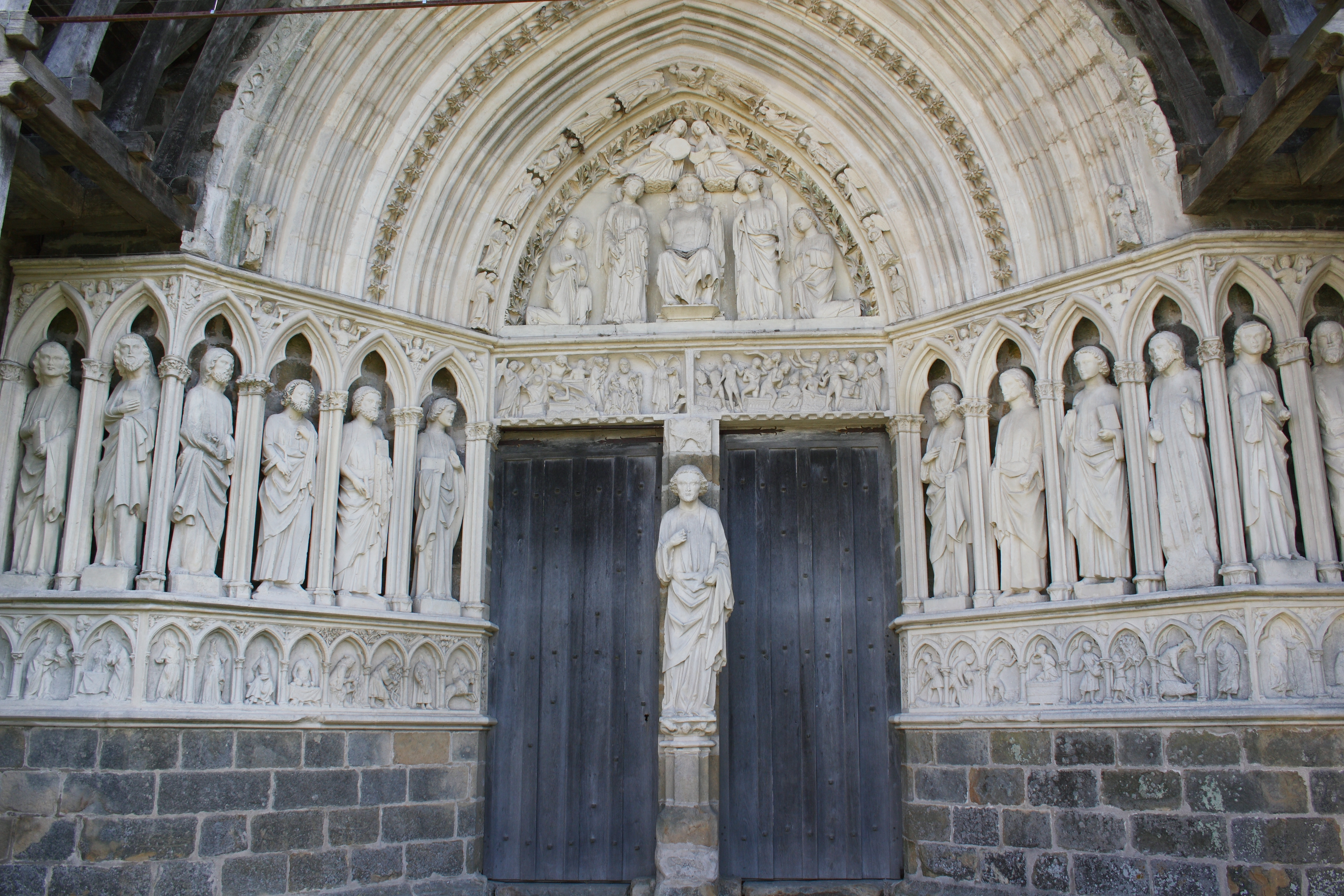
Westportal

An der Westfassade befindet sich das prächtige, aus weißem Kalkstein skulptierte Hauptportal. Die Figur des Trumeaupfeilers stellt den heiligen Eliphius, den Schutzpatron der Kirche, dar. Das Gewände ist mit den Statuen der Zwölf Apostel besetzt. Die Relieftafeln darunter haben die Arbeiten der Monate zum Thema, auf den äußeren Tafeln sind links die Präsentation im Tempel und rechts die Anbetung der Heiligen Drei Könige dargestellt.

Das Tympanon ist dem Jüngsten Gericht gewidmet. In der Mitte thront, umgeben von Engeln, Christus als Weltenrichter und auf dem Türsturz steigen die Toten aus ihren Gräbern. Über dem Tympanon wölben sich mit Rundstäben, Blattwerk und Engelsfiguren verzierte, leicht zugespitzte Archivolten.

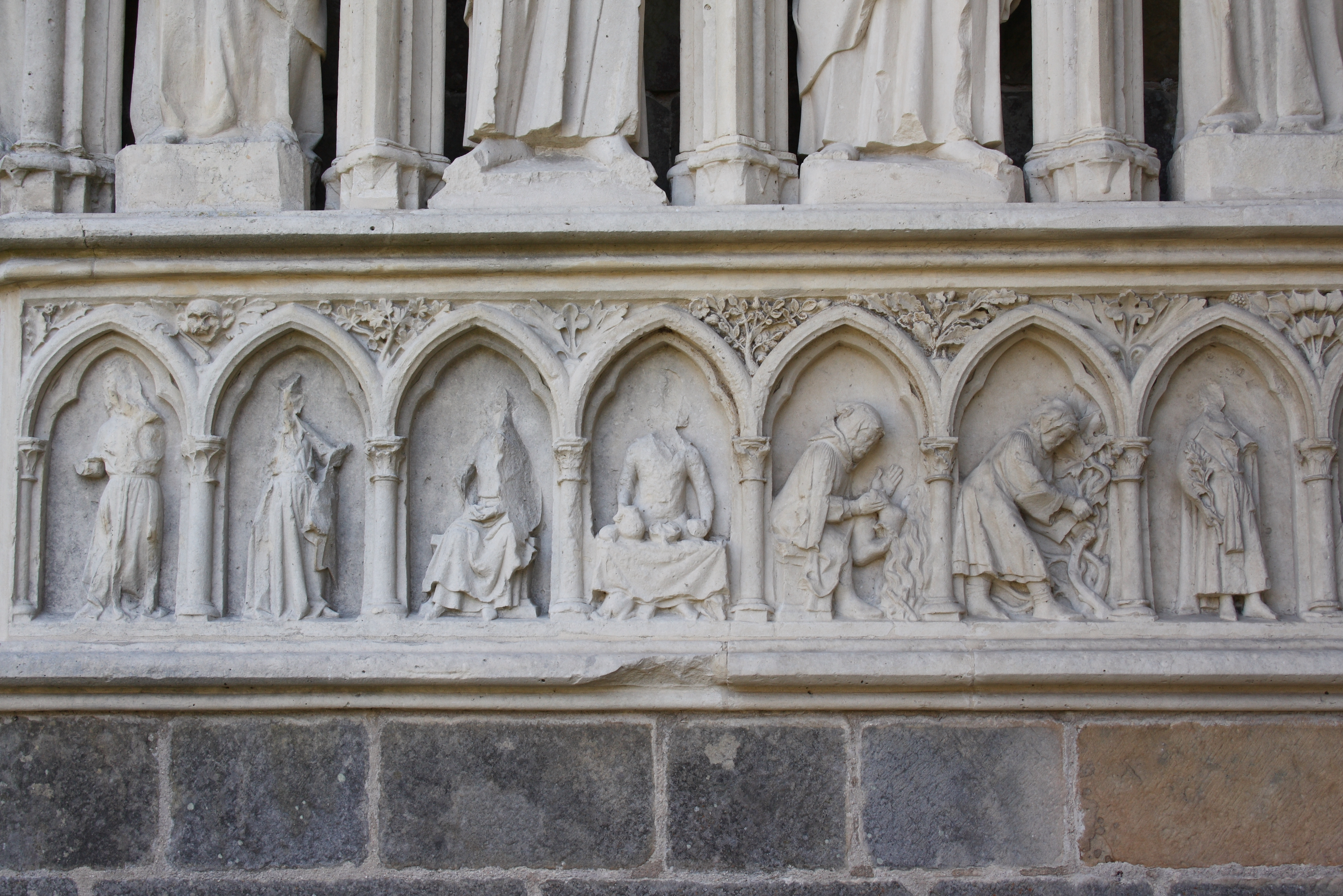
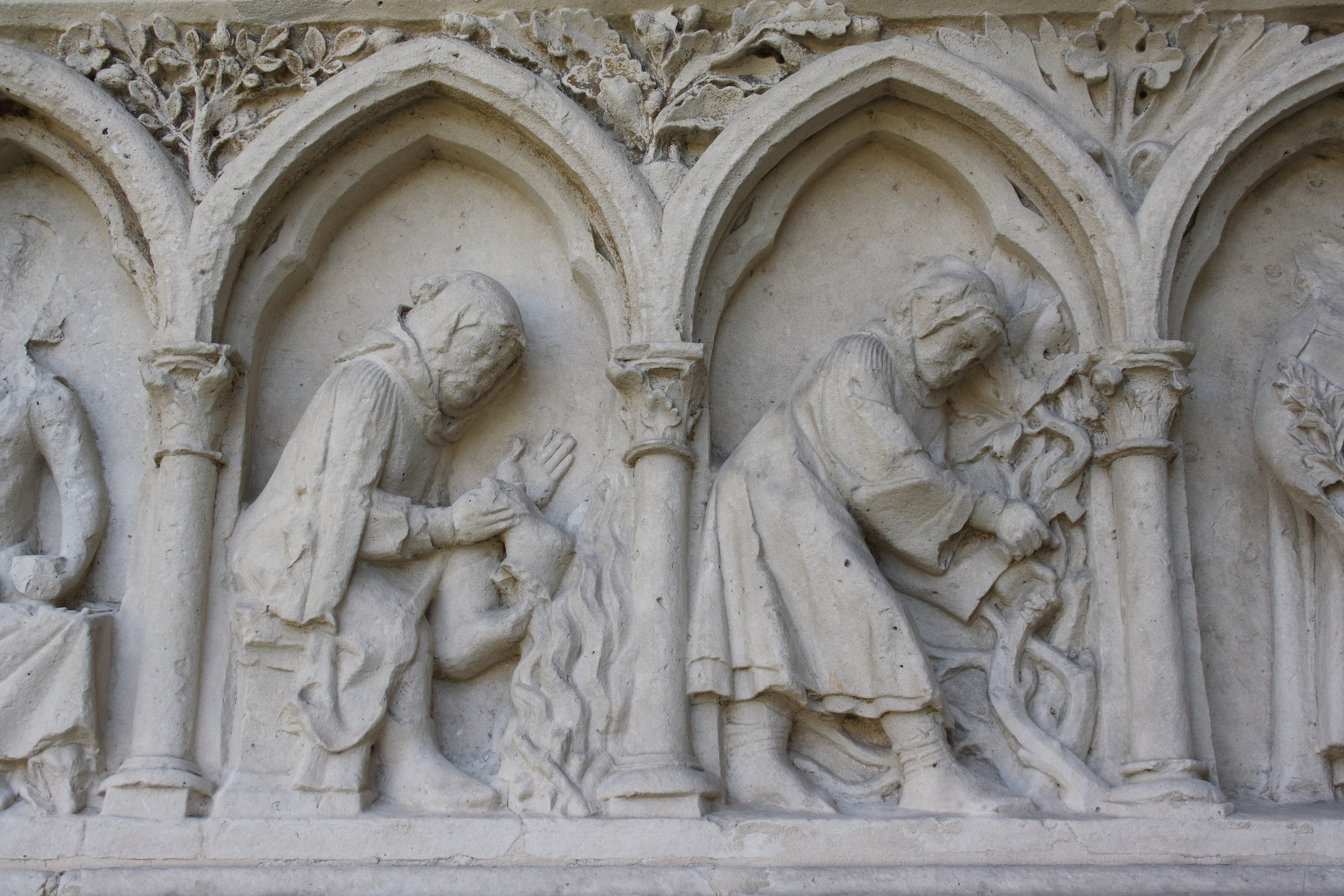
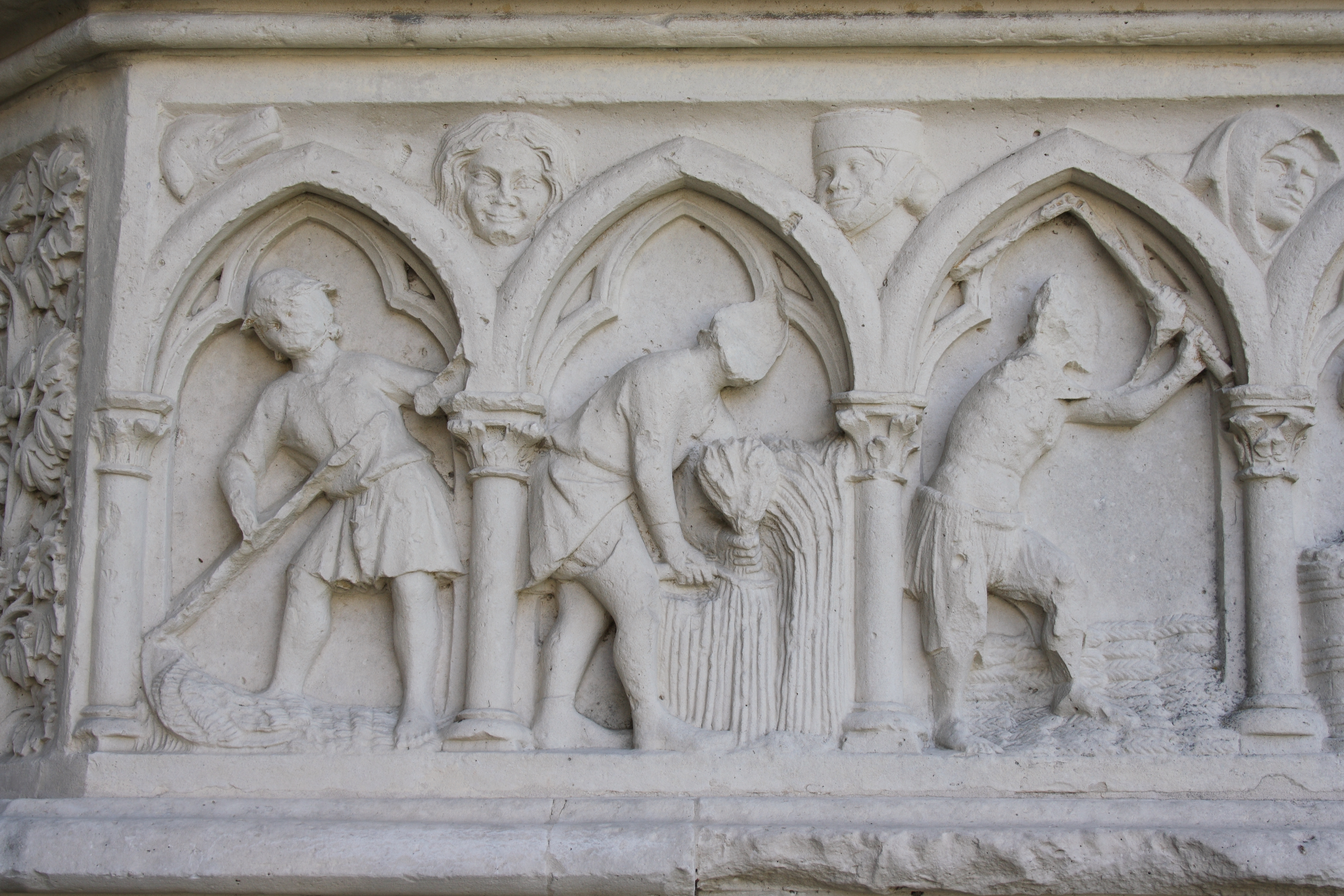
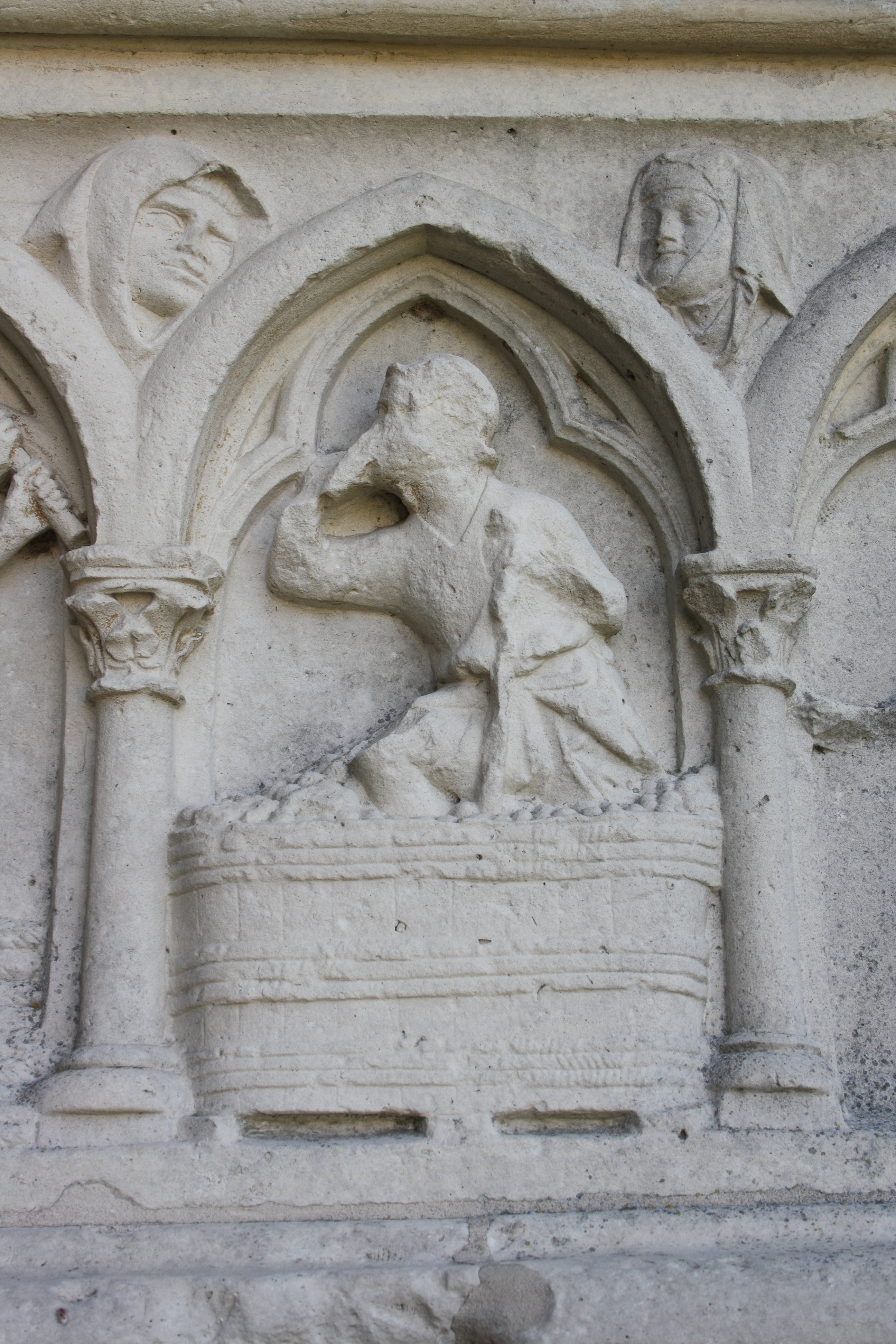
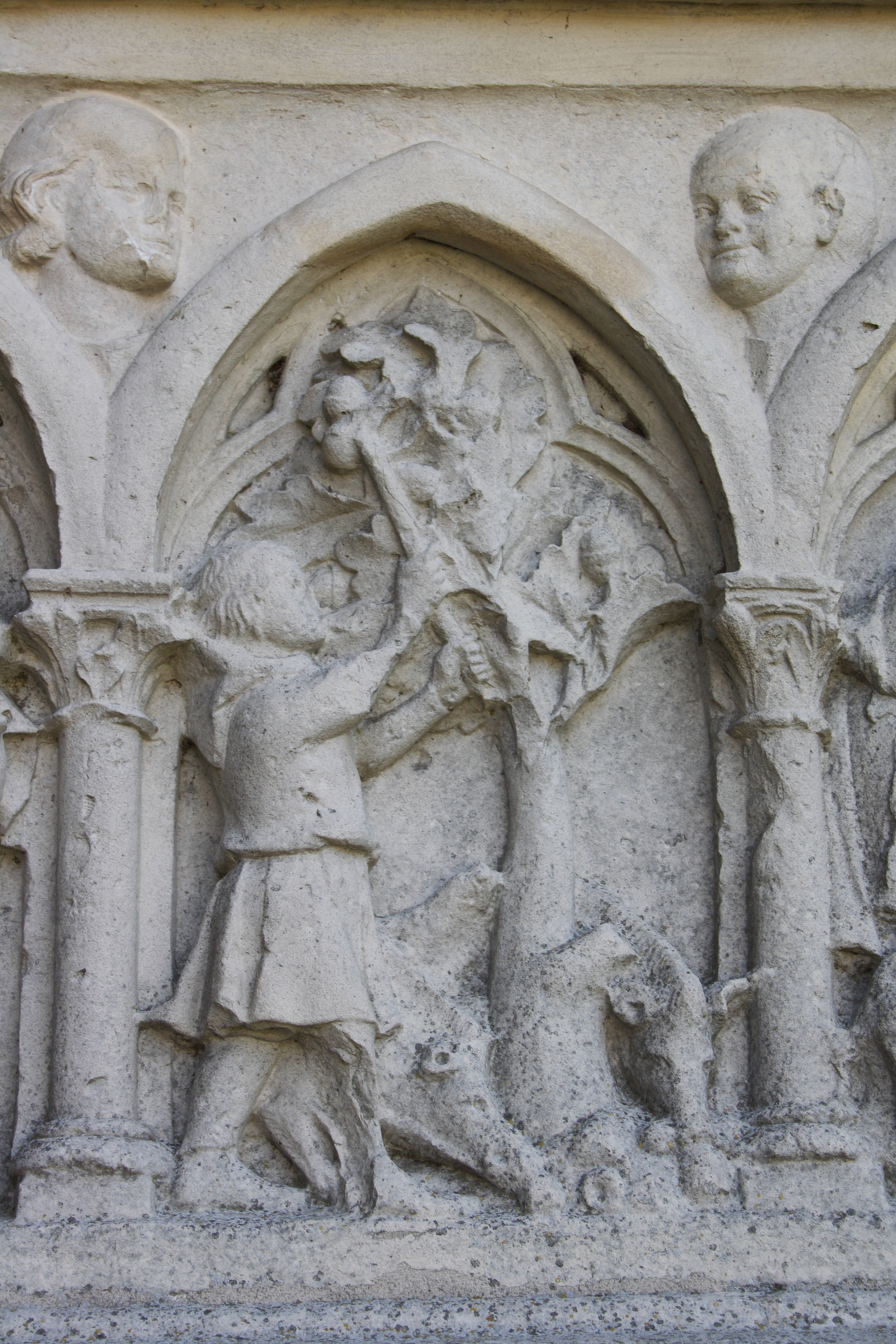

### Südportal
Das Tympanon des Südportals stellt die Marienkrönung dar. Es ist von schlichten, spitzbogigen Archivolten umgeben, deren äußerer Bogen auf Kragsteinen aufliegt, die als weibliche Köpfe skulptiert sind.

### Innenraum

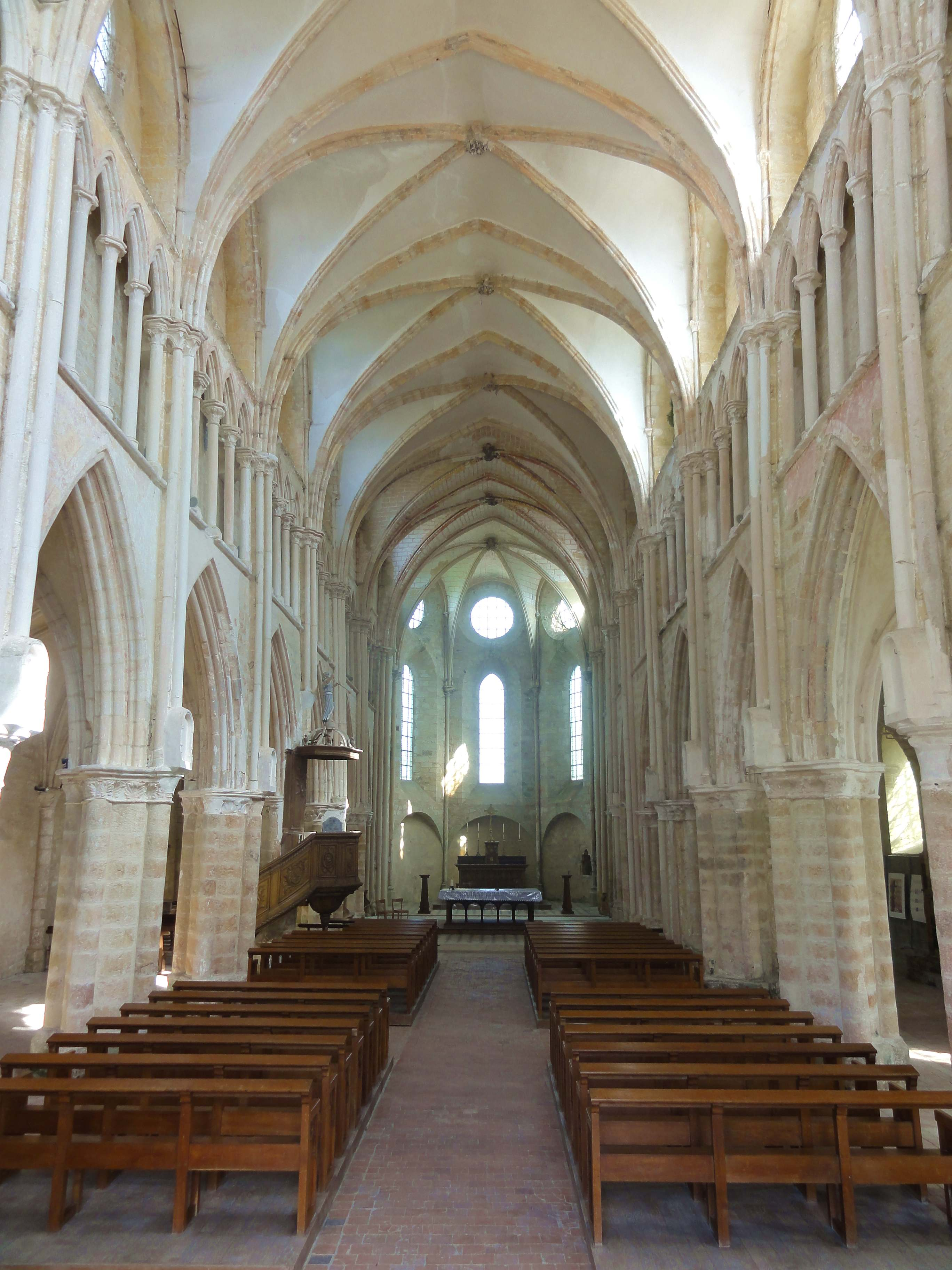
Innenraum mit Blick zum Chor

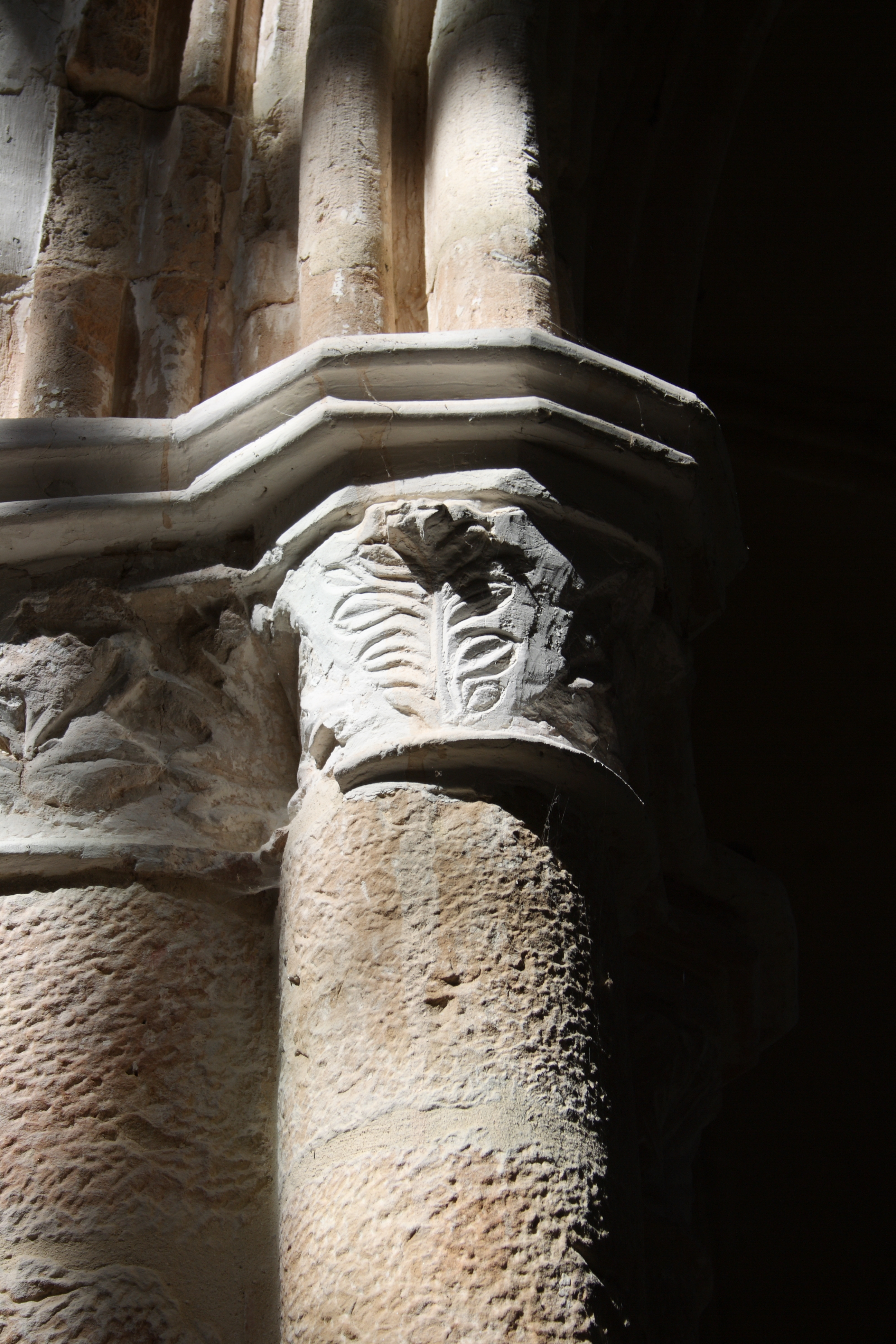
Kapitell

Saint-Éliphe ist eine dreischiffige Basilika mit dem für die gotische Architektur typischen dreigeschossigen Wandaufriss. Mächtige Pfeiler mit Säulenvorlagen tragen die mit Rundstäben versehenen Spitzbogenarkaden. Unter den Fenstern des Obergadens verläuft ein Triforium mit ebenfalls spitzbogigen, mehrfach profilierten Arkaturen, die von schlanken Säulen getragen werden und die sich auch über der Rückseite der Westfassade fortsetzten. Das Langhaus ist in acht Joche gegliedert. Haupt- und Seitenschiffe sind mit Kreuzrippengewölben gedeckt.

Am Gewölbe und an den Säulen und Kapitellen des Triforiums haben sich Reste der Ausmalung des 16. Jahrhunderts erhalten.

## Ausstattung

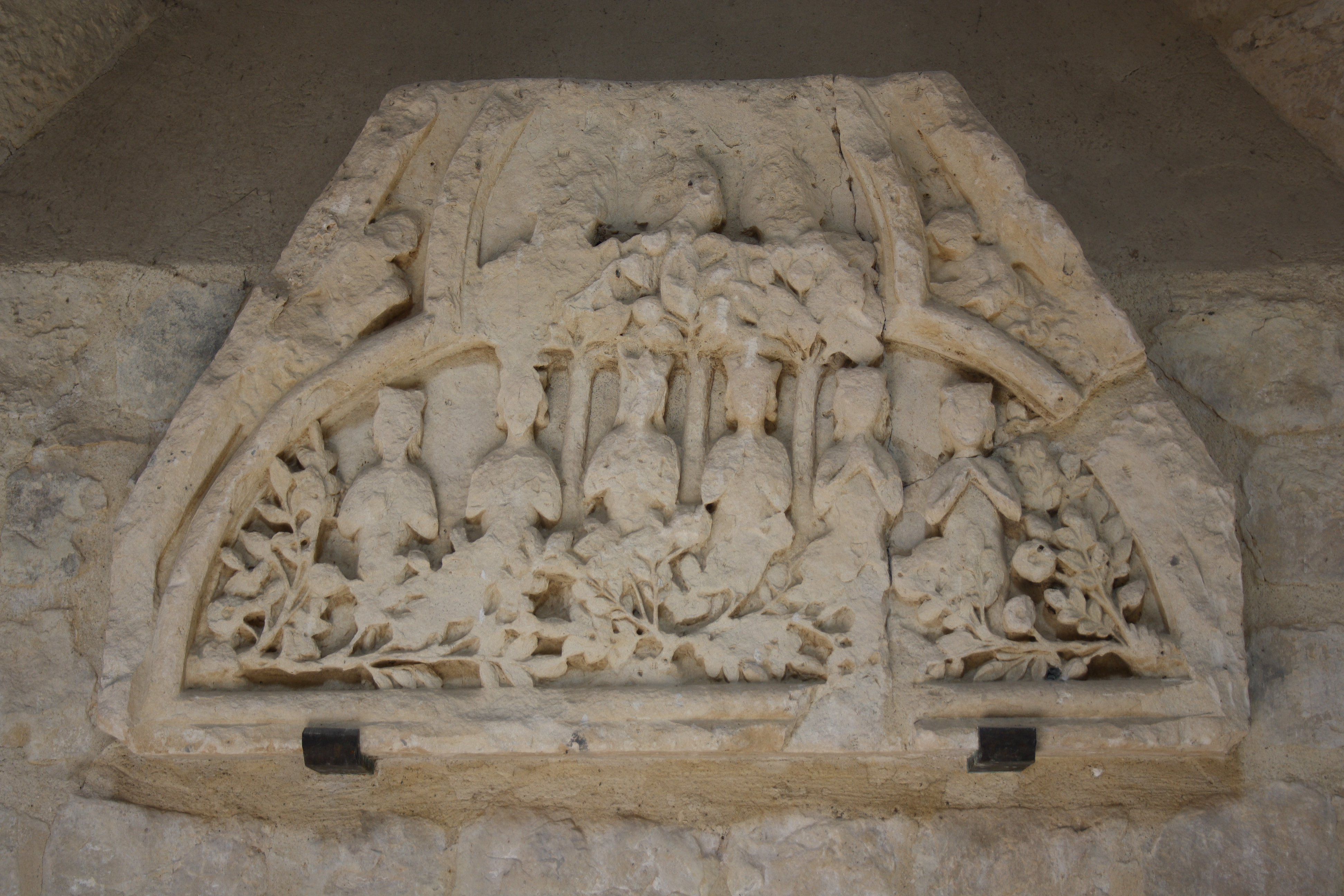
Relief mit der Darstellung des Paradieses

- In der Kirche werden zwei Relieftafeln mit Szenen der Hölle und des Paradieses aufbewahrt, die in das 13./14. Jahrhundert datiert werden.
- Im linken Seitenschiff befindet sich ein Wandnischengrab mit einer Liegefigur, die mit Jéhanne de Nangis bezeichnet wird.
- Die Skulptur der Madonna mit Kind am Altar des rechten Seitenschiffes war im 14. Jahrhundert von den Johannitern in Auftrag gegeben worden. Sie gilt als Arbeit einer Pariser Werkstatt. Die Skulpturen des heiligen Eliphius und der heiligen Barbara stammen aus dem 15. Jahrhundert.
- Die Kanzel wurde in der zweiten Hälfte des 18. Jahrhunderts geschaffen.